# Natalja Korschowa
Natalja Artjomowna Korschowa (russisch Наталья Артёмовна Коржова; * 8. April 1958 in Sarkand, Kasachische SSR) ist eine kasachische Politikerin.

## Leben
Natalja Korschowa wurde 1958 in Sarkand im heutigen Gebiet Almaty geboren. Einen Hochschulabschluss erlangte sie 1979 am Institut für Volkswirtschaft in Alma-Ata.
Ihre berufliche Laufbahn begann sie als Mitarbeiterin im kasachischen Finanzministerium, wo sie verschiedene Positionen durchlief. Im November 1996 wurde sie unter Premierminister Äkeschan Qaschygeldin in dessen Kabinett zur Ministerin für Arbeit und sozialen Schutz der Bevölkerung ernannt. Diesen Posten bekleidete Korschowa bis zum Oktober 1999, anschließend wurde sie stellvertretende Finanzministerin Kasachstans. Von 2002 bis 2005 war sie zuerst stellvertretende Ministerin, dann erste stellvertretende Ministerin für Wirtschaft und Haushaltsplanung. Am 18. Januar 2006 wurde sie im Kabinett von Danial Achmetow Finanzministerin Kasachstans. Sie war in dieser Position bis zum 14. November 2007 Mitglied der Regierung. Danach blieb sie im Finanzministerium, wo sie die Position der Exekutivsekretärin bekleidete. Seit 2017 ist sie Präsidentin der Finanzakademie des Ministeriums.